# Christin Hussongová
Christin Hussongová (* 17. března 1994) je německá atletka, mistryně Evropy v hodu oštěpem z roku 2018.

## Sportovní kariéra
V roce 2011 zvítězila v soutěži oštěpařek na Mistrovství světa v atletice do 17 let. O dva roky později se stala v této disciplíně juniorskou vicemistryní Evropy. V roce 2015 se stala mistryní světa v hodu oštěpem na Mistrovství světa v atletice do 23 let, ve stejné sezóně skončila šestá mezi oštěpařkami na světovém šampionátu v Pekingu. Jejím největším úspěchem je zatím titul mistryně Evropy v hodu oštěpem z roku 2018. Vítězný hod 67,90 znamenal zároveň její osobní rekord.